# Rash guard
Una rash guard, chiamata anche rash vest o rashie, è un tipo di indumento atletico fatto di spandex e nylon o poliestere, inventato in Australia. Il nome inglese si può tradurre con "anti-abrasioni" e si riferisce al fatto che la maglia protegge chi la indossa da graffi ed escoriazioni di varia natura. Possono essere indossate di per sé o al di sopra di una canotta.
Una rash guard di per sé è utilizzata per avere una copertura leggera dalla calura estiva negli sport acquatici come surf, snorkeling, immersione in apnea, windsurf, kitesurf, canottaggio, wakeboard oppure semplicemente stand up paddle surfing o nuoto. Ne esistono anche per la parte inferiore del corpo, simili a calzoncini aderenti, la più specializzata è chiamata Elephant Surf Trunks.
Sono di solito utili quando la temperatura è eccessiva per utilizzare una muta subacquea o per prevenire tagli dovuti allo slittamento sopra la tavola da surf.
Varianti della rash guard sono impiegate anche in altri sport come baseball, football, pallanuoto e soprattutto in molti sport da combattimento di lotta, in particolare quelli incentrati sulla lotta a terra come il Grappling e il Brazilian jiu-jitsu nei quali il corpo sfrega continuamente contro il suolo.